# Selsey Bill
Selsey Bill es un cabo del canal de la Mancha en la costa meridional de Inglaterra (Reino Unido) en el condado de Sussex Occidental. Es el punto más oriental de la bahía de Bracklesham y la punta más occidental de la costa de Sussex. El cabo está ocupado por la ciudad de Selsey. Selsey Bill es el límite de dos zonas del Inshore Water forecast de la Met Office. La zona al oeste se extiende hasta Lyme Regis y al este a North Foreland.
Según la Crónica anglosajona, escrita cuatrocientos años después, un grupo sajón bajo el liderazgo de Aelle tomó tierra,  en Cymenshore (posiblemente Keynor) en la península de Manhood en los años 470. y posteriormente establecida su sede de poder en Selsey. Excavaciones en los fundamentos de Church Norton han proporcionado restos de época neolítica, romana y finales del período sajón, pero no de principios de la época sajona; la ocupación sajona se cree que fue breve.